# Bureiro
O Bureiro é uma elevação portuguesa localizada no concelho de Lajes das Flores, ilha das Flores, arquipélago dos Açores.
Este acidente geológico tem o seu ponto mais elevado a 480 metros de altitude acima do nível do mar. No cimo desta elevação encontra-se o Miradouro do Bureiro e nas suas proximidades o Pico da Terra Nova, a Lagoa Rasa e a localidade do Mosteiro.